# Necturus lewisi
Necturus lewisi – gatunek płaza ogoniastego z rodziny odmieńcowatych (Proteidae). Występuje we wschodnich USA – w Karolinie Północnej w systemach rzecznych Neuse River i Tar-Pamlico River do wysokości 160 m n.p.m.
Wygląd
Ma rdzawobrązowy grzbiet z niebieskawoczarnymi plamami. Strona brzuszna jest ciemnobrązowa lub szara. Skrzela ciemnoczerwone, krzaczaste. Dorosły osobnik osiąga 16,5–28 cm. Samce i samice mają podobną wielkość. Dojrzałość płciową osiąga po osiągnięciu 10 cm (ok. 5,5 roku).
Środowisko
Żyje w czystych strumieniach o umiarkowanym lub szybkim nurcie.
Status
W Czerwonej księdze gatunków zagrożonych IUCN płaz ten od 2023 roku klasyfikowany jest jako gatunek najmniejszej troski (LC, ang. Least Concern); wcześniej, od 2004 roku uznawano go za gatunek bliski zagrożenia (NT, ang. Near Threatened). Lokalnie gatunek ten jest pospolity, ale jego liczebność spada ze względu na utratę i degradację siedlisk.